# Hrabstwo Wilcox (Alabama)
Wilcox – hrabstwo w stanie Alabama w USA. Populacja liczy 13 183 mieszkańców (stan według spisu z 2000 roku).
Powierzchnia hrabstwa to 2350 km². Gęstość zaludnienia wynosi 3 osób/km².

## Miejscowości
- Camden
- Oak Hill
- Pine Apple
- Pine Hill
- Yellow Bluff

## CDP
- Boykin
- Catherine